# Ibón de Estanés
Ibón de Estanés är en sjö i Spanien.   Den ligger i provinsen Provincia de Huesca och regionen Aragonien, i den nordöstra delen av landet, 400 km nordost om huvudstaden Madrid. Ibón de Estanés ligger 1 760 meter över havet. Arean är 29,0 kvadratkilometer.  Trakten runt Ibón de Estanés består i huvudsak av gräsmarker. Den sträcker sig 0,6 kilometer i nord-sydlig riktning, och 0,7 kilometer i öst-västlig riktning.